# Дюжев, Михаил Константинович
Михаи́л Константи́нович Дюжев (1918—1972) — старший сержант Рабоче-крестьянской Красной Армии, участник Великой Отечественной войны, Герой Советского Союза (1945).

## Биография
Михаил Дюжев родился в 1918 году в деревне Тропино (ныне — Коченёвский район Новосибирской области) в крестьянской семье. Окончил неполную среднюю школу. С 1931 года проживал в городе Прокопьевске Кемеровской области, работал электромонтёром на шахте «Коксовая-2». В 1939—1941 годах проходил службу в Рабоче-крестьянскую Красную Армию, уже в том же 1941 году был повторно призван в армию. С сентября того же года — на фронтах Великой Отечественной войны. К июлю 1944 года сержант Михаил Дюжев командовал отделением роты автоматчиков 240-го стрелкового полка 117-й стрелковой дивизии 69-й армии 1-го Белорусского фронта. Отличился во время освобождения Польши.
В ночь с 28 на 29 июля 1944 года отделение Дюжева первым переправилось через Вислу в районе города Казимеж-Дольны и захватило плацдарм. Противник предпринял ряд контратак, но отделение успешно удержало занятые позиции до подхода подкреплений. В бою Дюжев получил ранение, но продолжал сражаться.
Указом Президиума Верховного Совета СССР от 27 февраля 1945 года сержант Михаил Дюжев был удостоен высокого звания Героя Советского Союза с вручением ордена Ленина и медали «Золотая Звезда».
В 1945 году в звании старшего сержанта Дюжев был демобилизован. Вернулся в Прокопьевск. Окончил Кемеровскую областную партшколу, после чего работал заместителем секретаря партийного комитета шахты «Коксовая-2», машинистом холодильной установки. Умер в 1972 году.
Был также награждён орденом Красной Звезды и рядом медалей.
29 мая 2017 года в честь него была названа одна из Безымянных вершин Кузнецкого Алатау.